# 툴강

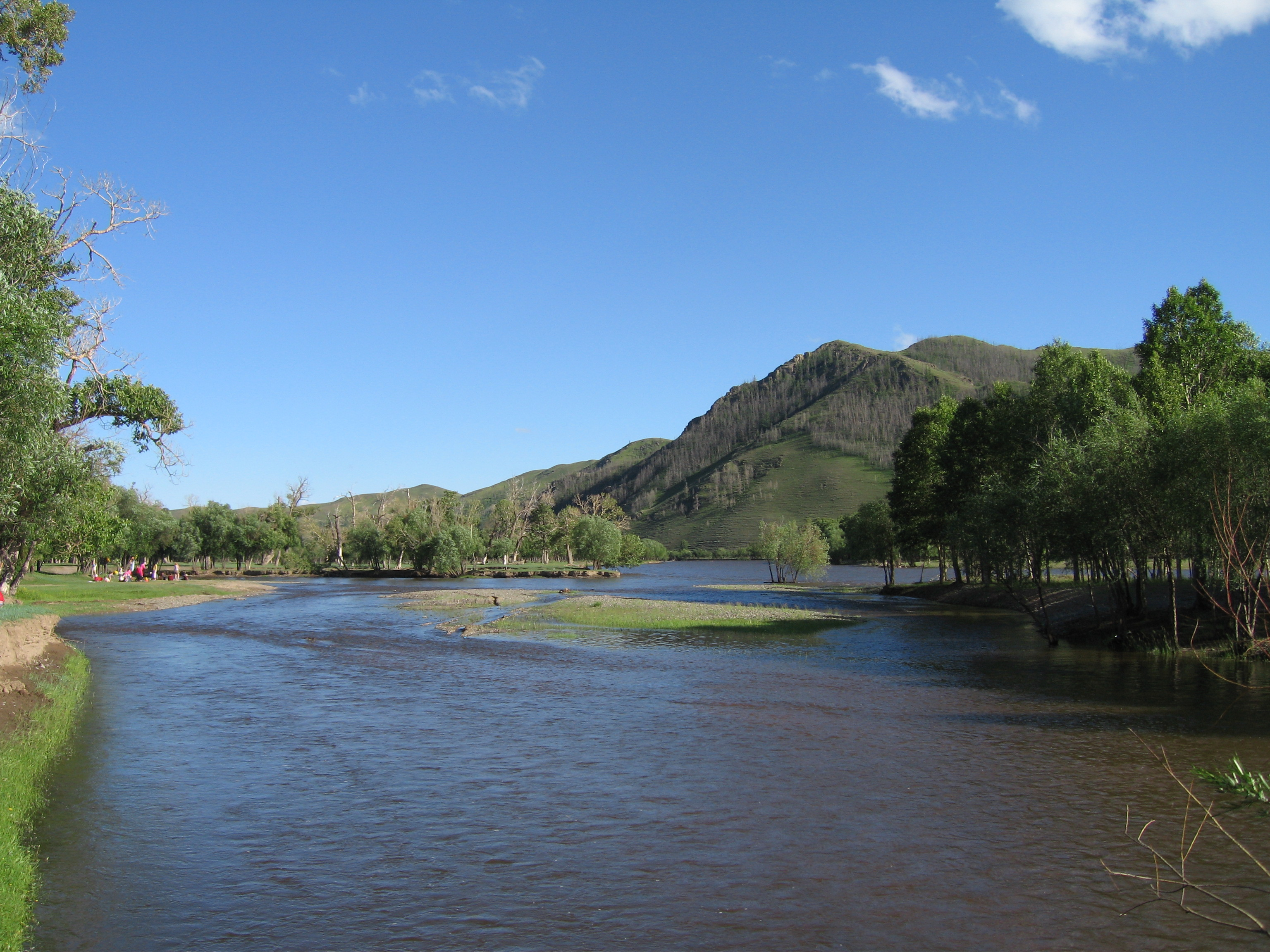
고르히-테를지 국립공원을 흐르는 툴강

툴강(Туул гол)은 몽골 중부와 북부에 있는 강이다. 몽골인에게 툴강은 신성하기에 하탄 툴(Хатан Туул, 여왕 툴)이라고도 불린다. 투브주 북동부에서 발원하여 울란바토르를 거쳤다가 셀렝게주에서 셀렝게강과 합류하는 툴강은 길이 882.8km, 유역 넓이는 49,840km2다. 몽골비사에는 옹 칸의 궁전이 있는 곳이 '툴강의 검은 숲'이라고 언급되어 있다.